# Far de la Ràpita
El Far de la Ràpita és una obra de l'arquitectura del ferro de la Ràpita (Montsià) protegida com a Bé Cultural d'Interès Local.

## Descripció
Far de vidre i acer en forma de cúpula, amb l'interior revestit de fusta. La llanterna és elèctrica i amb gas, i té un focus de 500 watt. que abasta 12 milles.
Està situat al damunt de la casa que és d'una planta amb planta rectangular, al centre de la qual hi ha les escales de cargol per accedir al far; la part del davant fa les funcions d'oficina i la del darrere d'habitatge.
Al costat dret hi ha un altre habitatge de tipus rectangular, de les mateixes característiques que l'anterior. Tot el perímetre del recinte està envoltat per un reixat de ferro forjat.

## Història
Va començar a funcionar l'any 1864 encara que al penell posa la data "1919". El nom del far ve donat per la partida (Cenieta) o pel nom de la platja (Delícies).